# Црни корали
Црни корали (Antipatharia) су ред корала из дубоких мора. То су дрвенасти корали сродни морским сасама. Чине их гранате колоније које могу бити високе и неколико метара. Обично се појављују у тропима, али су такође пронађени у плитким водама региона ван тропских области као што је Milford Sound (фјорд) на Новом Зеланду где се могу и видети у подводној опсерваторији.
Живо ткиво је светло обојено, али су црни корали добили свој назив по јасно тамно или чак црно обојеном скелету. Скелет је рожнат и аксијалан. Јединствено за ову групу корала је и то што је спољашњи део скелета прекривен ситним бодљама, па се још и називају црни бодљикави корали. На хавајском језику ови корали се називају ‘ēkaha kū moana и користе се као национални драгуљ. Заведени су на додатној листи II CITES-а (енгл. Convention on International Trade in Endangered Species).